# УНАМ Пумас
«Клуб Универсида́д Насьона́ль» (исп. Club Universidad Nacional A.C.), также «Пумас УНАМ» или «Пу́мас» — мексиканский футбольный клуб из города Мехико, выступающий в Лиге МХ. Образован в 1954 году. Аббревиатура УНАМ происходит от названия владельца клуба — Национального автономного университета Мексики (исп. Universidad Nacional Autónoma de México, «Универсида́д Насьона́ль Ауто́нома де Ме́хико»).

## История
Клуб семь раз становился чемпионом Мексики и трижды выигрывал Кубок чемпионов стран КОНКАКАФ. В 2005 году играл в финале Южноамериканского кубка, где уступил аргентинской «Боке Хуниорс». Один из сильнейших футбольных клубов в мексиканском чемпионате. Имеет две резервные команды, выступающие во второй и третьей по иерархии лигах Мексики.

## Достижения
- Чемпион Мексики (7): 1976/77, 1980/81, 1990/91, Кл. 2004, Ап. 2004, Кл. 2009, Кл. 2011
- Вице-чемпион Мексики (8): 1967/68, 1977/78, 1978/79, 1984/85, 1987/88, Ап. 2007, Ап. 2015, 2020
- Обладатель Кубка Мексики (1): 1974/75
- Обладатель трофея Чемпион чемпионов Мексики (2): 1975, 2004
- Финалист Южноамериканского кубка (1): 2005
- Обладатель Кубка чемпионов КОНКАКАФ (3): 1980, 1982, 1989
- Обладатель Межамериканского кубка (1): 1981
- Обладатель Кубок Сантьяго Бернабеу (1): 2004

## Фарм-клубы

### «Пумас Морелос»
Выступает во втором по силе дивизионе страны — Лиги Ассенсо. В последних трёх сезонах клуб не показывает хороших результатов, заканчивая чемпионат в конце турнирной таблицы. Лучшим достижением этой резервной команды является первое место в третьей группе чемпионата Апертуры лиги Примера А в сезоне 2008—2009. А на следующий сезон в только что созданной лиге Ассенсо МХ команда завершила чемпионат Клаусуры на четвёртой позиции. В сезоне 2012—2013 фарм-клуб закончил первенство Апертуры на последнем пятнадцатом месте. В следующем сезоне команда будет выступать в Сегунде.

### «Пумас Наукальпан»
Ещё одна резервная команда клуба мексиканской Лиги МХ Пумас. Является третьей по силе командой после УНАМ Пумас и Пумас Морелос, выступающих в Лиги МХ и Ассенсо МХ соответственно. В данный момент представляет третью лигу чемпионата Мексики по футболу — Сегунду, играя в дивизионе Нуэвос Талентос, Группе 1.

## Стадион
Пумас выступают на стадионе «Олимпико Университарио», вмещающем 76 тыс. зрителей.
В 1968 году на этом стадионе проходили летние Олимпийские игры. Также стадион принимал чемпионаты мира 1970 и 1986 годов.